# Pósfa
Pósfa es un pueblo ubicado en el distrito de Sárvár, en el condado de Vas, Hungría.

## Superficie
Posee una superficie de 5,350 kilómetros cuadrados.

## Demografía
Hasta 2019 la población era de 252 habitantes, con una densidad de población de 47,10 habitantes por kilómetro cuadrado.